# いただきじゃんがりあん
『いただきじゃんがりあん』は、日本のゲームブランド・すたじおみりすから発売された18禁脱衣麻雀ゲーム。2000年11月10日に発売され、同ブランドの処女作となった。ヒロインとの麻雀をプレイすることにより、物語が進行するアドベンチャーゲームである。
続編として『いただきじゃんがりあんR』が2005年8月に発売され、本作も同梱された。

## ゲーム内容
主人公の家庭はファミリーレストランを営んでいたが、周囲に飲食店が林立した影響で経営困難に陥ってしまう。そこで各店舗で「No.1ウェイトレス」として活躍している女の子店員を引き抜くという発想に至った主人公は、彼女たちに麻雀での勝負を持ちかける。全8ステージからなるアドベンチャーゲームによって構成され、ヒロインの女の子を相手に2人麻雀を行い、勝ち進むことでストーリーが進行する。ゲーム中の麻雀ではイカサマ行為が可能になっており、ヒロインに勝つごとにHシーンが閲覧できる。物語本編はコミカルなテイストで進行する。

## 登場キャラクター
佐藤和己（さとう かずみ）
声 - 柊★たくみ
主人公。大学の麻雀研究部に所属する。口達者で、由紀乃によれば「安直な手段で成果を挙げたがるところがある」らしく、美和やマキからはバカにされている。
佐藤鈴音（さとう すずね）
声 - 藤咲かおり
主人公の妹。兄からは「すずめ」という渾名で呼ばれる。長いピンク色のリボンを頭につけている。
芦屋美和（あしや みわ）
声 - 綾川りの
「港屋レストラン」の看板娘。主人公とは幼なじみの関係で、運動神経が優れている。
熊谷綾子（くまがい あやこ）
声 - 青山ゆかり
食事処「浪漫亭」新人バイト。引っ込み思案な性格で、他人とのおしゃべりに苦手意識を持つ。
太刀川マキ（たちかわ まき）
声 - カンザキカナリ
「Brand-Pierrot」に勤めている。鈴音の親友。貧乳で態度や口が悪いものの、客からの人気がある。
林檎姫（りん ちぇいふぇぃ）
声 - 原西きひろ
中華飯店の看板娘で、趣味は空手。
西部由紀乃（にしべ ゆきの）
声 - 関和美
ティーサロン「PEARLs」フロアチーフ。主人公にとって先輩に当たる。生真面目で融通が利かず、つい毒舌を吐いてしまう。高校時代から和己に思いを寄せているため、美和に複雑な感情を持つ。合気道の心得がある。
櫓香織（やぐら かおり）
声 - 冴月まりあ
パブ「Queen」の店員。友人から花嫁修業先として「Queen」を紹介された経緯を持つ。おっとりした性格。麻雀は無知だったが、物覚えが速く、和己から渡された入門書を素早く覚えてしまう。財閥の家系で、社会勉強のために働いている。
河合ななえ（かわい ななえ）
声 - 春野日和
「コスプレ喫茶フェレット」のナンバー1。語尾に「みう」を付ける癖がある。魔法少女が好きで、少女のような見た目の女の子。

## スタッフ
- シナリオ - 紅涙妖魔（こうるいようま）[1]、天邪綰弥（てんやわんや）[1]、柊★たくみ
- 原画 - 浅葉ゆう[1]（メイン）、南向春風（三頭身バージョン）、藤島じゅん（SD原画/4コマ漫画担当）
- 音楽
  - 主題歌「Love Tension」
    - 作詞 - 芽吹翠 / 作曲 - clapscrap / 歌 - 不明

  - 挿入歌「キャラ作ってないみう」
    - 作詞 - 桑島由一 / 作曲 - clapscrap / 歌 - 春野日和

## いただきじゃんがりあん ちょこっとあどべんちゃ〜
致命的なバグを抱えたままの出荷や、パッチ供給の不手際に対する謝罪の意を込め、『いただきじゃんがりあん』の登録ユーザーに無償配布されたタイピングゲーム。通称『いたちょこ』。

### ストーリー（いたちょこ）
和己の大学の先輩・豊嶋青葉が「じゃんがりあん」を訪れた。青葉はとある研究のため、町内に進出しているファミレスの制服が必要だという。

### 登場キャラクター（いたちょこ）
豊嶋青葉 （とよしま あおば）
声 - 春野雪音
和己、美和の大学の先輩で「エディフェール」に勤める。技術者であり、一言で言えばマッドサイエンティスト。目的のためには手段を選ばず、手段のためには目的すら無視する豪快な性格。
偽!鈴音（にせすずね）
声 - 藤咲かおり
青葉によって作られた鈴音のコピーロボット。本物の鈴音との違いはヘアリボンの結びの位置と柄の悪い男言葉で喋ること。「2号」とも呼ばれる。
熊谷朋子（くまがい ともこ）
声 - 岩城由奈
綾子の妹。ななえとは級友で、『いただきじゃんがりあんR』では「フェレット」の同僚となる。シスコンの気があり、姉が思いを寄せる和己を嫌っている。
川口さやか（かわぐち さやか）
声 - カンザキカナリ
和己、美和の大学での同窓で、和己とは麻雀研究会のライバル。さらに「浪漫亭」では綾子の先輩バイト。元ヤンキーという過去を持つ。制服モデルは綾子に同じ。隠しキャラクターで、『いただきじゃんがりあん』では綾子ルートのサブキャラクターとして登場。